# Bankokracja
Bankokracja – nieformalne rządy banków i bankierów, posiadanie przez finansjerę nadmiernego wpływu na politykę (głównie gospodarczą) państwa, lub system ustrojowy, w którym władzę jawną sprawują bankierzy.
Jako pierwszy określenia tego użył brytyjski poseł do parlamentu William Fullarton 10 kwietnia 1797 roku, komentując nim monopol Banku Anglii na rynkach finansowych Imperium Brytyjskiego.
Sformułowania tego użył także Karol Marks w swoim dziele Kapitał, tłumacząc powstawanie „nowoczesnej bankokracji” przez dług publiczny, w państwach kapitalistycznych.
W ekonomii marksistowskiej, termin bankokracja jest używany zamiennie z kapitalizmem, oddając stosunek marksizmu do tej ostatniej.
Pojęcie to jest także często stosowane przez populistów, którzy tym sformułowaniem określają m.in. politykę finansową Unii Europejskiej, ustrój demokratyczny jako taki, czy sytuację w czasie kryzysu finansowego lat 2007–2012.